# Shelly Kagan
Shelly Kagan es el titular de la cátedra Clark de Filosofía en la Universidad Yale, donde ha enseñado desde 1995. Es conocido por sus escritos sobre la filosofía moral y normativa de la ética. En 2007, su curso acerca de la muerte se ofreció de forma gratuita en línea, y resultó ser muy popular. Esto llevó a la publicación de un libro sobre el tema en 2012. Fue elegido miembro de la Academia Americana de las Artes y las Ciencias en el 2016.

## Educación y carrera
Nativo de Skokie, Illinois, Kagan recibió su B. A. de la Universidad de Wesleyan en 1976 y su Ph. D. de la Universidad de Princeton en el año 1982. Enseñó en la Universidad de Pittsburgh a partir de 1981 hasta 1986, y en la Universidad de Illinois en Chicago desde 1986 hasta 1995, antes de ser nombrado en la Universidad de Yale.
Kagan ha servido como miembro de la junta editorial de la revista Ethics. En el año 2016, fue nombrado miembro de la Academia Americana de las Artes y las Ciencias.

## Trabajo filosófico
Con la publicación de Razones y personas en 1984, Derek Parfit atribuyó a Kagan en Acknowledgements la "persona de la que he aprendido más", citando que los comentarios de Kagan sobre su borrador eran la mitad del proyecto en sí mismo.
En 1989, se publicó el primer libro de Kagan, The Limits of Morality. Es una crítica extendida de dos supuestos clave que subyacen a lo que Kagan llama "moralidad ordinaria": la "visión moral de sentido común que la mayoría de nosotros acepta". Específicamente, el libro cuestiona la suposición de que la moralidad descarta ciertas acciones (como dañar a personas inocentes) incluso en situaciones donde hacerlo podría crear un bien mayor, y la suposición de que los individuos "no están obligados a hacer nuestra mayor contribución posible al bien general". Según Kagan, estas dos suposiciones son indefendibles, a pesar de su atractivo generalizado.
En 1997, Kagan publicó un libro de texto titulado Ética Normativa, diseñado para proporcionar una introducción completa a la materia para estudiantes de pregrado o graduados de nivel superior. En la primavera de 2007, su curso de Yale "Death" fue grabado para Open Yale Courses, y el libro Death está basado en estas conferencias. En 2010, la Universidad de Yale informó que el curso "Muerte" de Kagan lo había convertido en uno de los profesores extranjeros más populares en China.
Kagan también exploró el concepto de merecimiento, que es un concepto filosófico de lo que los individuos merecen o no, en su libro de 2012 The Geometry of Desert. De acuerdo con Kagan, las personas difieren en términos de cuán moralmente merecen y si es algo bueno que las personas obtengan lo que merecen. El libro intenta revelar la complejidad oculta del merecimiento moral.